# Phosphore blanc
Pour les articles homonymes, voir WP.
Le phosphore blanc (aussi appelé phosphore jaune) est un allotrope commun de l'élément chimique phosphore qui permet des utilisations militaires diverses, notamment comme agent incendiaire, agent de protection par écran de fumée et comme un composant d'arme anti-personnel capable de provoquer des brûlures plus ou moins graves. Il est couramment utilisé en tant que fumigène.
Son utilisation comme agent incendiaire est limitée par le protocole III additionnel de Convention sur certaines armes classiques de l'ONU, signé en 1980 et ratifié en 1983 (cependant, comme pour de nombreux traités internationaux, cette convention et le protocole n'ont pas été ratifiés par tous les États).
Le phosphore blanc est utilisé aujourd'hui par plusieurs armées, par exemple l'Arabie Saoudite, le Royaume-Uni, la Russie, les États-Unis, Israël, la Turquie, ou encore l’Azerbaïdjan.

## Propriétés chimiques
Le phosphore blanc est un solide blanc extrêmement inflammable et aux vapeurs corrosives.
Après combustion qui le transforme en pentoxyde de phosphore (P4O10), il absorbe l'humidité de l'air et des tissus vivants pour former de l'acide phosphorique (P4O10 + 6 H2O → 4 H3PO4), il en résulte (lors de l'utilisation de bombes), une dissolution des tissus vivants (composés majoritairement d'eau), mais aucun dégât aux vêtements.
Il peut être transformé en phosphore rouge, un allotrope amorphe du phosphore inoffensif, en le chauffant vers 250 °C car le phosphore rouge est l'allotrope thermodynamiquement stable aux conditions normales de température et de pression.

## Utilisations en tant qu'arme chimique

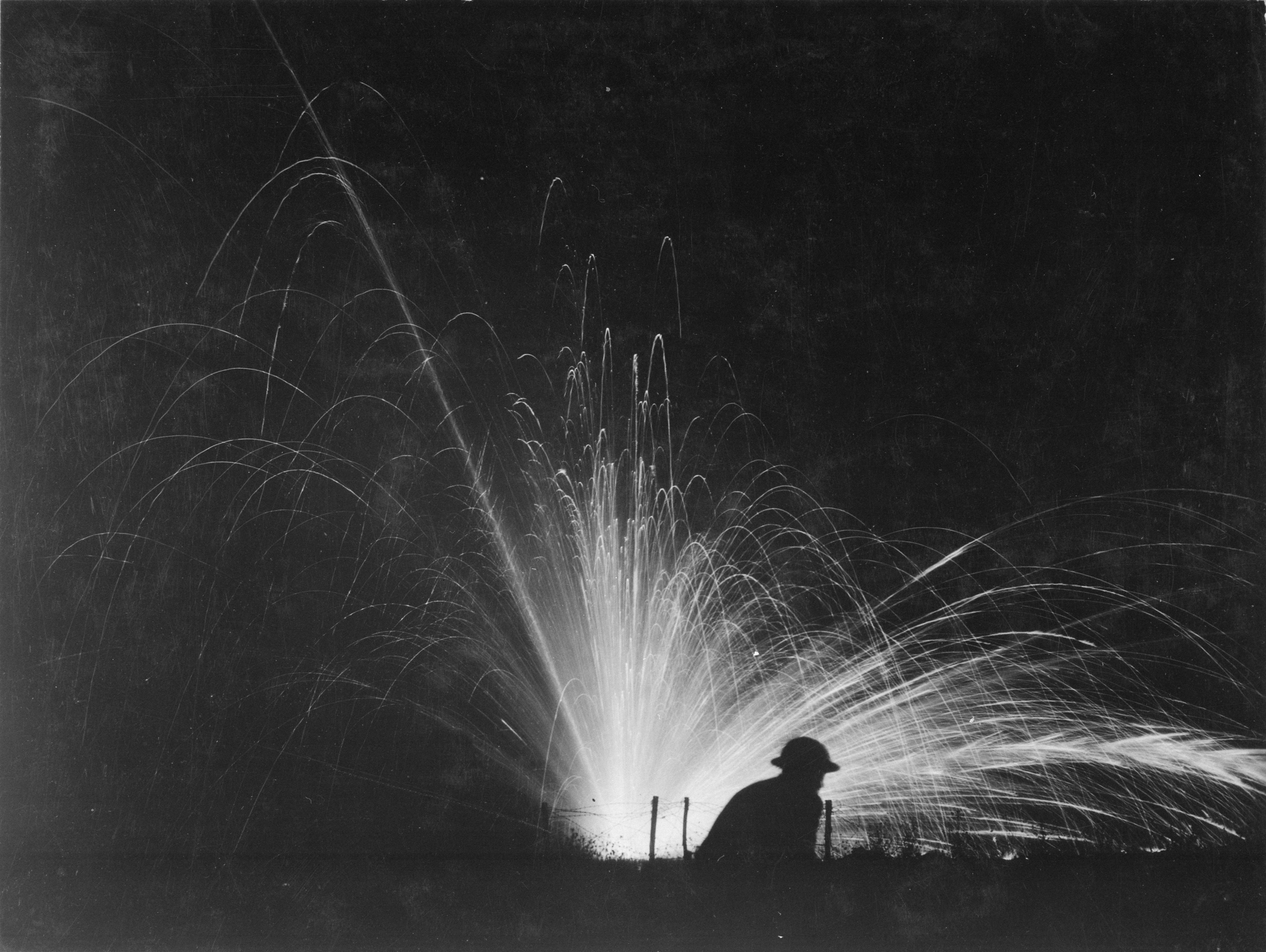
Explosion d'une bombe au phosphore en 1918 (Gondrecourt, France).

Le phosphore blanc est un explosif, mais ses capacités incendiaires (cœur de l'explosion) sont nettement inférieures au napalm. Le phosphore qui ne brûle pas s'échappe sous la forme d'un nuage corrosif, ce qui le classe dans la catégorie des armes chimiques.
Lors d'utilisations offensives, les concentrations de phosphore sont si élevées que le nuage blanc en question est souvent beaucoup plus meurtrier que l'explosion.
La manipulation de bombes au phosphore nécessite de grandes précautions. Les transports se font dans un lieu frais, sous l'eau et dans des caisses, par exemple.
En 1983, l'ONU interdit son utilisation offensive et classe son utilisation en crime de guerre.
Le phosphore blanc semble avoir été utilisé pour la première fois durant le XIXe siècle par des nationalistes irlandais sous la forme d'une solution de phosphore dilué dans du sulfure de carbone. Lorsque ce dernier s'évaporait, le phosphore blanc s'enflammait puis chauffait à son tour les fumées hautement inflammables du sulfure de carbone. Cette mixture nommée « feu fénien » fut par ailleurs employée en Australie par des travailleurs temporaires mécontents. En 1916, lors des débats animés sur l'entrée en guerre de l'Australie, la police de Sydney avertit quatre hommes d'affaires des risques qu'ils couraient : ceux-ci étaient la cible de l'Industrial Workers of the World, un groupe de travailleurs qui étaient ouvertement opposés à la guerre. Douze membres de ce syndicat furent arrêtés et accusés de la détention de produits incendiaires dont du phosphore et de la préparation d'une attaque avec ces matières. Selon Ian Turner, neuf des accusés furent en fait victimes d'un complot organisé par la police. La plupart des accusés (surnommés les Sydney Twelve (en)) furent condamnés à quinze ans de réclusion mais finalement dix d'entre eux furent relâchés en 1920. Les deux autres furent libérés un peu plus tard.

### Première et Seconde Guerres mondiales
L'armée britannique introduit ses premières grenades à phosphore, fabriquées de manière industrielle, vers la fin 1916. Durant la Seconde Guerre mondiale, le phosphore blanc fut utilisé de manière intensive par les Américains et les forces du Commonwealth dans l'ensemble des projectiles possibles : mortiers, obus, roquettes, grenades, bombes incendiaires etc. Les Japonais employèrent aussi cette substance mais dans des proportions moindres, essentiellement pour générer de la fumée et pour des armes anti-personnel. En 1940, alors que l'invasion de la Grande-Bretagne paraissait imminente, la fabrique de phosphore Albright et Wilson suggéra au gouvernement britannique (Churchill I) d'utiliser une mixture similaire au feu fenian dans des armes incendiaires. De cette idée naquit la grenade incendiaire spéciale n°76 (aussi nommée Special Incendiary Phosphorus grenade), une grenade qui ressemblait plus à un cocktail Molotov qu'aux classiques grenades à main. Elle était composée d'une bouteille de verre remplie d'un liquide similaire au feu fenian, avec un peu de latex. Deux versions furent fabriquées : la première avec un capuchon rouge et destinée au lancé à la main, la deuxième qui était plus solide, avec un capuchon vert et qui devait être propulsée à partir d'un lance-grenades Northover. Les instructions les concernant étaient strictes et elles étaient considérées comme extrêmement dangereuses pour leurs propres opérateurs :
- les bombes devaient être stockées dans des endroits froids, si possible sous l'eau et dans des caisses ;
- des précautions particulières devaient être prises pour éviter qu'elles ne se cassent ou fendent lors de leur manipulation.

Il arrivait parfois que la grenade explose lors du tir.
Au début de la campagne de Normandie, 20 % des obus de mortier de 81 mm étaient au phosphore (modèle WP 57). Au moins cinq Medal of Honor furent décernées avec la mention de l'utilisation de grenades au phosphore pour nettoyer les positions ennemies. Durant la bataille de Normandie, le 87e bataillon de mortiers américains tira à lui seul 11 899 obus au phosphore sur la ville de Cherbourg. Des obus de 10,7 cm remplis de phosphore furent aussi utilisés par les Américains. Les qualités militaires du phosphore furent souvent mentionnées par les soldats alliés en raison de son rôle défensif primordial lors des attaques par l'infanterie allemande et pour déclencher la confusion dans les concentrations ennemies vers la fin de la guerre.
Les bombes incendiaires employèrent initialement du magnésium pour enflammer leur mélange. Le magnésium fut plus tard dans la guerre remplacé dans certaines bombes par du phosphore. Ces bombes furent utilisées lors de bombardements stratégiques de villes en Allemagne et au Japon.

### Autres conflits

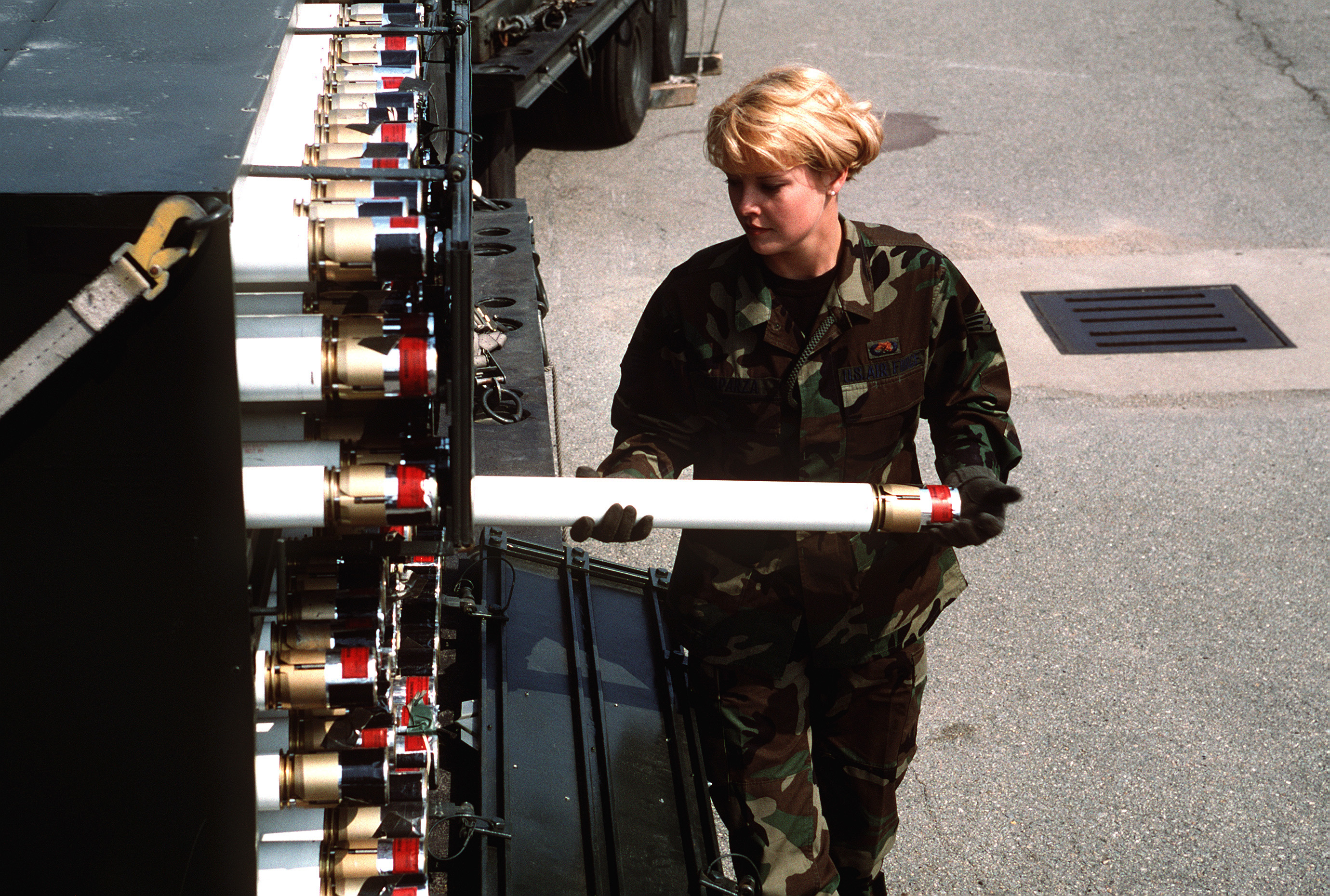
Inspection d'une roquette au phosphore dans une base américaine en Corée du Sud, 1996.

Il est utilisé par les États-Unis pendant la guerre de Corée, notamment lors de la bataille du périmètre de Busan (août à septembre 1950) où il est lancé par des mortiers, ainsi qu'en février 1951.
Durant la guerre du Viêt Nam, les soldats américains surnommèrent les bouteilles de phosphore des Willie Pete, (utilisant les mêmes initiales que White Phosphorus, phosphore blanc en anglais).
L'emploi lors d'attaques terroristes est par ailleurs attesté (par exemple l'incendie du vol 110 de la Pan Am en 1973).
L'Irak aurait employé des obus et des roquettes au phosphore blanc en 1991 pour mater la rébellion kurde. Le département américain de la défense avait qualifié cette action d'usage d'« armes chimiques au phosphore ».
La Russie a utilisé des fumigènes au phosphore blanc lors de la première guerre de Tchétchénie. La proportion d'obus fumigènes ou à phosphore durant la bataille de Grozny est comprise entre 20 et 25 %.
La Papouasie-Nouvelle-Guinée l'aurait employé lors du conflit de Bougainville, selon l’Armée révolutionnaire de Bougainville (ARB),.
Les États-Unis s'en sont servis lors de la bataille de Falloujah, en novembre 2004, en Irak.
Israël a utilisé le phosphore blanc lors du siège de Beyrouth en 1982, pendant l'offensive sur le Liban de 2006,, et dans la bande de Gaza à l'automne 2006, ainsi que durant la guerre de Gaza 2008-2009 avec des obus éclairants sur les zones urbaines de la bande de Gaza. L'armée israélienne assure que l'utilisation de ces armes « s'exerce dans le cadre des frontières légales du droit international ». Le Hamas a lancé des bombes au phosphore depuis la bande de Gaza vers Israël en 2010,.
À cette occasion, le Comité international de la Croix-Rouge a donné un aperçu des règles applicables aux armes au phosphore et expliqué la position du CICR, sans confirmer l’utilisation d’armes au phosphore blanc par Israël à Gaza. L'organisation humanitaire Human Rights Watch considère cependant que le « droit international coutumier » interdit l'utilisation des armes au phosphore blanc dans un endroit aussi densément peuplé que la bande de Gaza,,. Selon l'expert Joseph Henrotin, « les États-Unis ont ratifié le Protocole III le 21 janvier 2009 en mettant toutefois une réserve sur l'utilisation possible d'armes incendiaires si la situation l'exige ».
La coalition anti-Daech emmenée par les États-Unis a recours au phosphore blanc lors des batailles de Mossoul et de Racca en 2017, officiellement pour « créer un écran de fumée et permettre aux civils de fuir »,. Dans les faits, des dizaines de civils sont tués lors de certaines utilisations de celui-ci. Le phosphore blanc est à nouveau utilisé par la coalition lors de la bataille de Baghouz en 2019, avec les mêmes effets qu'en 2017,,.

### Invasion de l'Ukraine par la Russie en 2022
Le 24 mars 2022, Serhiy Haidaï, gouverneur de l'oblast de Louhansk en Ukraine, accuse les forces russes impliquées dans l'invasion de son pays d'avoir utilisé du phosphore blanc lors de la bataille de Roubijné sans que ces accusations soient vérifiables dans l'immédiat.
Le 31 mars 2022, Pavlo Kyrylenko, gouverneur (en) de l'oblast de Donetsk, accuse à son tour les forces russes d'avoir utilisé des obus incendiaires au phosphore lors du siège de Marïnka.
Le 20 septembre 2022, les forces russes auraient utilisé des munitions incendiaires au phosphore blanc dans le village d'Ozerne (en), dans l'oblast de Donetsk.

### Riposte de l'État israélien face au Hamas en 2023
À la suite des attaques du Hamas sur le sol israélien, différents observateurs supposent qu’Israël aurait riposté entre le 8 octobre 2023 et le 11 octobre 2023 avec plus d’une dizaine de bombes au phosphore blanc, larguées sur la bande de Gaza. L’ONG Human Rights Watch analyse plusieurs images qui selon elle prouvent l’utilisation de telles armes. L’hypothèse de l'utilisation de phosphore blanc est par la suite soutenue par plusieurs experts. Selon Chris Cobb-Smith, expert en balistique, il est « très probable que l'armée israélienne ait mis en danger des populations civiles en utilisant du phosphore blanc à Gaza mercredi », l'arme étant interdite à l'usage contre des cibles civiles.

## Propriétés en tant que fumigène

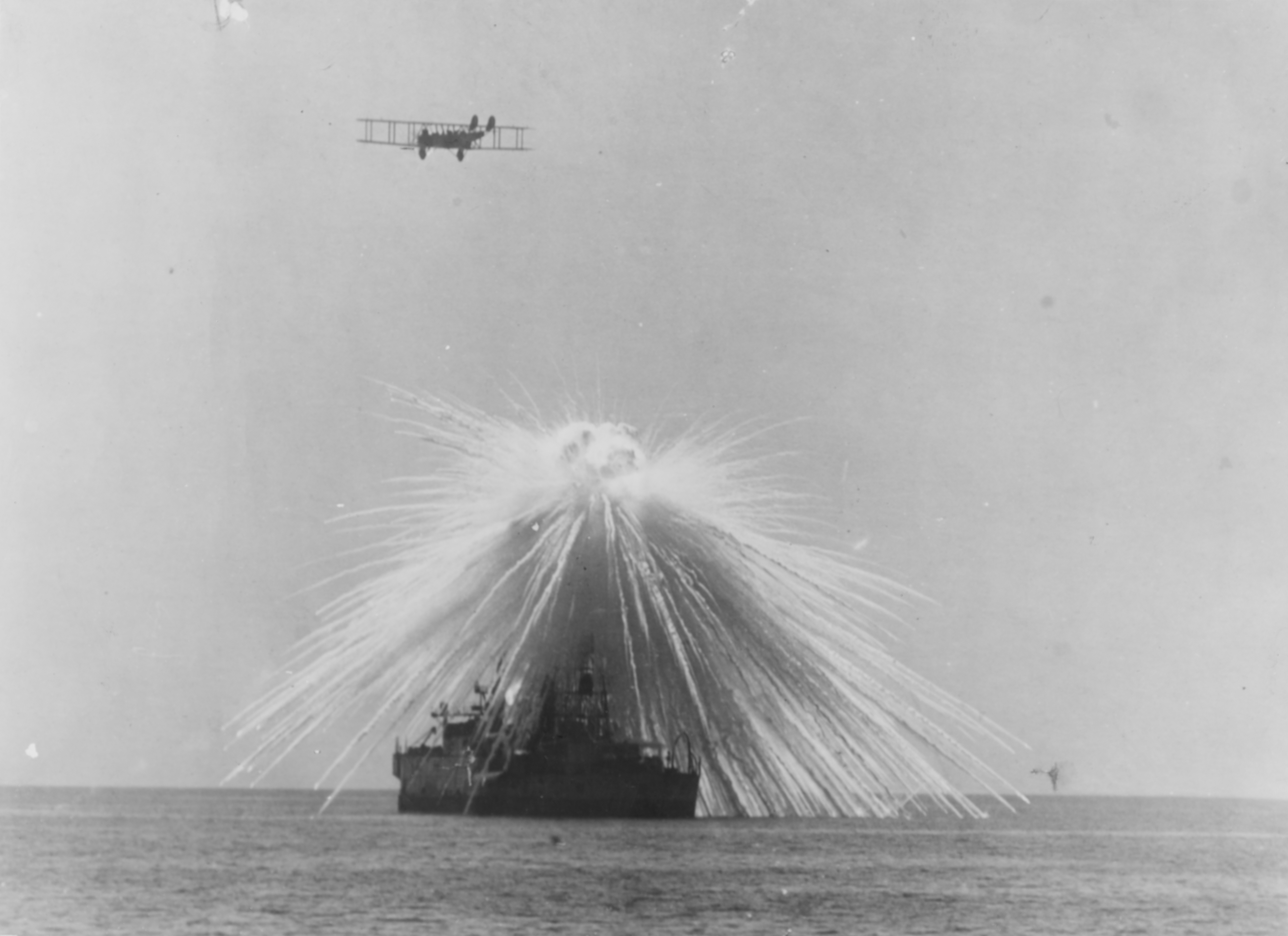
Test de bombardement sur le navire de guerre en 1921. On remarque la forme caractéristique d'une explosion au phosphore avec son faisceau de traits blancs.

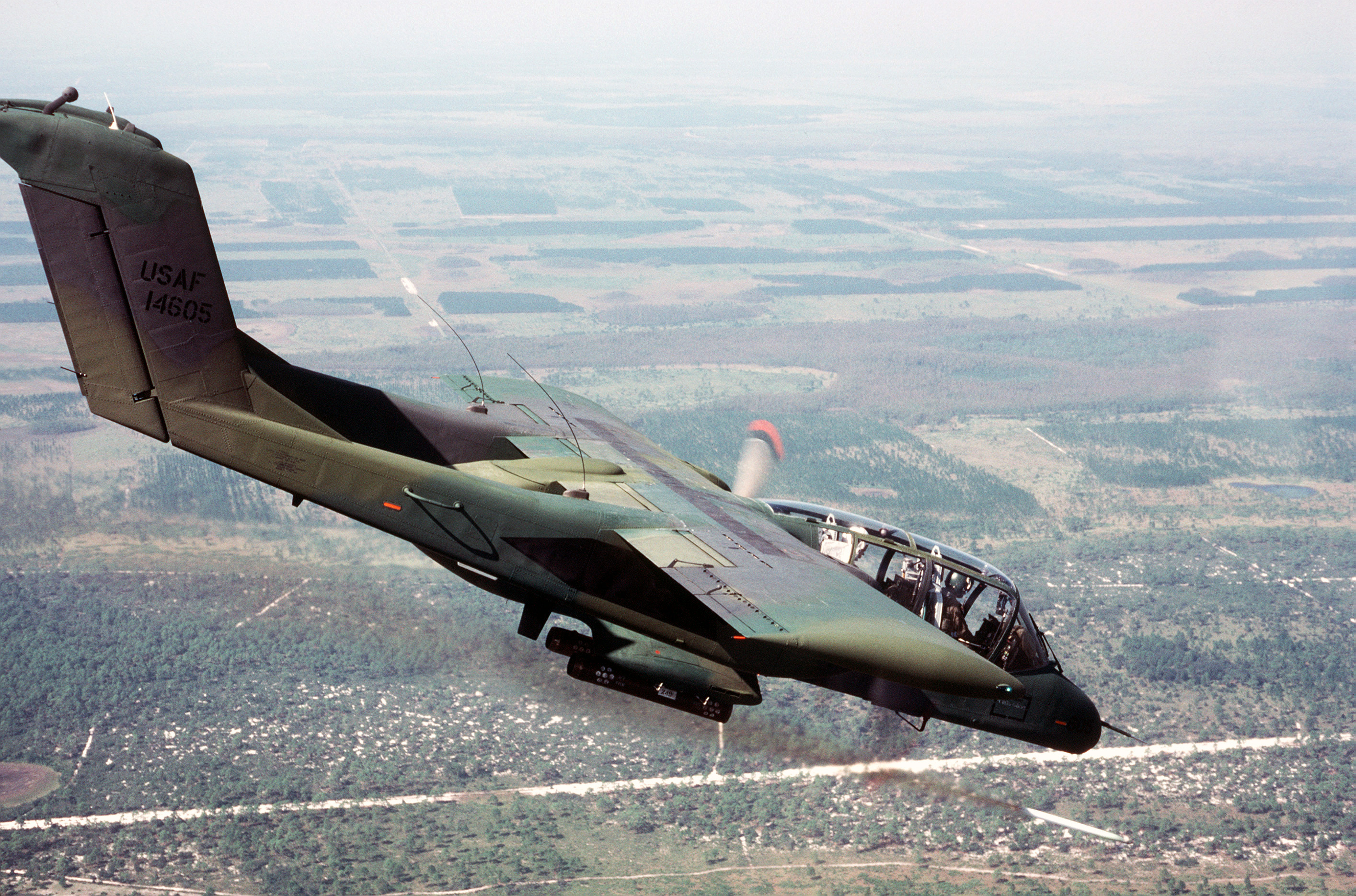
Un OV-10 Bronco tirant une roquette au phosphore blanc pour marquer une cible au sol en 1984.

Le phosphore est l'agent le plus efficace connu à ce jour pour produire de la fumée. Il s'agit en fait d'un aérosol dont la taille des gouttes s'approche de la valeur idéale pour avoir une fumée blanche selon la théorie de Mie. De plus, il s'avère efficace contre les systèmes d'imagerie thermique même si la durée de cette protection est courte. Lorsque les particules ont fini de se consumer, la fumée passe d'un mode émission à un mode absorption. Si l'aérosol refroidi offre toujours une protection idéale pour le spectre visible, il perd ses qualités avec les infrarouges avec une absorption et une diffusion faible. Il existe des additifs qui permettent d'améliorer ces caractéristiques,,.
Quand le phosphore se consume dans l'air, il forme du pentoxyde de phosphore :
P4 + 5 O2 → P4O10.
Le pentoxyde de phosphore étant extrêmement hygroscopique, il absorbe la moindre trace d'humidité pour former des gouttelettes d'acide phosphorique :
P4O10 + 6 H2O → 4 H3PO4 (qui produit aussi des polyphosphates comme l'acide pyrophosphorique, H4P2O7).
Comme l'atome de phosphore a une masse atomique de 31 mais qu'une molécule d'acide phosphorique a une masse moléculaire de 98, le nuage reçoit déjà 68 % de sa masse à partir de l'atmosphère (ie. on obtient 3,2 kg d'aérosol pour chaque kilogramme de phosphore blanc). Cependant, il peut augmenter cette masse puisque l'acide phosphorique et ses dérivés sont aussi hygroscopiques. Avec le temps, les gouttes absorbent de plus en plus d'eau et s'élargissent jusqu'à atteindre un équilibre qui dépend de la pression locale. En pratique, les gouttelettes atteignent rapidement un rayon idéal pour la diffusion de la lumière visible. Elles sont ensuite soumises aux conditions météorologiques, en particulier le vent et la convection causée par la chaleur des réactions.
En raison de son rapport poids/efficacité optimal, le phosphore blanc est particulièrement adapté aux applications où le poids est un critère important, comme les grenades et les obus de mortier. Sa rapidité de réaction s'avère intéressante pour les situations d'urgence où une grenade devrait être lancée pour se camoufler. Le phosphore blanc de par sa nature pyrophorique (il s'enflamme à l'air libre) n'a pas besoin d'un mécanisme compliqué pour être actif : la plupart des munitions se contentent de projeter le phosphore après l'ouverture de leur enveloppe. Les particules s'enflamment spontanément, ce qui donne lieu à l'apparition d'un nuage caractéristique avec des traits blancs partant du centre (indiquant la trajectoire des morceaux de phosphore) et un écran dense d'un blanc intense.
En contrepartie, la toxicité du phosphore blanc le rend inutilisable dans certains cas. Par ailleurs, les réactions chimiques engendrent un aérosol et des gaz dont la température est très élevée. Les gaz chauds montent rapidement dans l'atmosphère et attirent le nuage, produisant un effet « pilier » indésirable dans certaines situations. Des additifs permettent ici aussi d'éviter ce type de problème et garantissent un nuage suffisamment dense et concentré. Certains pays ont remplacé le phosphore blanc par le phosphore rouge. Ce dernier brûle à une température moins élevée et s'avère moins toxique. Il existe encore d'autres alternatives comme le phosphore blanc plasticisé,.

## Soins en cas de brûlure au phosphore
- Avec des gants (et masques à gaz éventuellement), tous les vêtements et objets potentiellement contaminés par le phosphore sont à retirer. Les intervenants doivent aussi se protéger du contact et de projections de particules de phosphore ; les objets contaminés (ex. : vêtements, bijoux, montre) doivent être immergés immédiatement dans de l’eau froide (pour prévenir leur inflammation spontanée).
- Lors du « transport primaire », chaque brûlure doit être recouvertes de compresses saturée en sérum physiologique froid, d’eau froide ou sinon de n’importe quel moyen isolant les brûlures de l’air, puis à l’hôpital l’irrigation de plaie (au sérum physiologique froid ou par de l’eau stérile, toujours à moins de 44 °C pour limiter la pénétration du phosphore en profondeur dans la chair et sa diffusion dans l'organisme) sera continue, tout en évitant l'hypothermie. 
Dans le cas d'une personne ayant seulement touché à la main du phosphore blanc, si seule l'extrêmité des doigts est brûlée (mainternir les doigts ou la main immergés dans un contenant rempli de sérum physiologique ou d'eau froide et changer l'eau si elle dépasse 30 °C).
- Dans un premier temps chirurgical, on procède à l'enlèvement de débris de grenade ou restes d'autres munitions, et à une décontamination fine des particules de phosphore ; ainsi qu'au « parage » des zones nécrosées peuvent être aidés par l'utilisation d’une lampe de Wood (à UV) qui met visuellement en évidence ces particules. 
Les pansements gras sont proscrits[53].
- Monitoring : il doit être continu et permettre de détecter une hypocalcémie et d’une hyperphosphorémie ainsi que les troubles du rythme cardiaque (dosage au moins quotidien de la calcémie et de la phosphorémie est réalisé). Faute d'antidote, le bilan hépatique, la coagulation et la numération globulaire doivent être surveillés (une hémolyse massive est possible[54]) ; et lors des 48 premières heures de la prise en charge, tous les fluides corporels sont à considérer et traiter comme contaminés (ce qui implique un tri spécifique des déchets médicaux dits biologiques[55],[54]).
- Traitement médicamenteux : une éventuelle hypocalcémie est traitée par le gluconate de calcium à 10 % dilué dans 50 à 100 ml de dextrose à 5 % (une à deux ampoules de 10 mL en intraveineuse lente puis en perfusion de 0,5 à 2 mg/kg et par heure de calcium pendant six à huit heures)[56],[57]. 
Conjointement, une supplémentation orale en calcium est apportée[57].
- Chirurgie reconstructrice : elle est préparée par un ou plusieurs temps de parage des plaies jusqu’à détersion complète, car le phosphore a un pouvoir pénétrant important et long[58],[59]. 
La couverture des pertes de substances se fait par cicatrisation dirigée, thérapie à pression négative si possible, autogreffes, allogreffes, lambeaux, ou amputation(s) dans les cas les plus graves[60],[61],[62].
L'hospitalisation est souvent longue en raison d'une cicatrisation retardée par le phosphore[63],[64].

## Intoxication au phosphore blanc
Le phosphore blanc est létal pour une dose de 1 mg/kg. Les symptômes d'une telle intoxication comprennent des nausées, diarrhées, vomissements, une haleine à l'odeur proche de l'ail et une insuffisance du foie.

### Dans la fiction
- Agatha Christie utilise du phosphore blanc comme arme du crime dans Témoin muet (1937), profitant de ce que la victime souffre déjà d'une maladie du foie, ce qui permet de camoufler l'intoxication au phosphore[65].